# Campeonato Mundial de Halterofilia de 1953
El XXX Campeonato Mundial de Halterofilia se celebró en Estocolmo (Suecia) entre el 26 y el 30 de agosto de 1953 bajo la organización de la Federación Internacional de Halterofilia (IWF) y la Federación Sueca de Halterofilia.
En el evento participaron 70 halterófilos de 19 federaciones nacionales afiliadas a la IWF.

## Medallistas
| Evento  | Oro                                     | Plata                              | Bronce                                |
| ------- | --------------------------------------- | ---------------------------------- | ------------------------------------- |
| 56 kg   | Ivan Udodov URSS 315,0                  | Kamal Mahgub Egipto 295,0          | Karel Saitl Checoslovaquia 280,0      |
| 60 kg   | Nikolai Saksonov URSS 337,5             | Rafael Chimishkian URSS 332,5      | Einar Eriksson · Suecia · 307,5       |
| 67,5 kg | Peter George Estados Unidos 370,0       | Dmitri Ivanov URSS 365,0           | Said Jalifa Guda Egipto 355,0         |
| 75 kg   | Tommy Kono Estados Unidos 407,5         | Dave Sheppard Estados Unidos 397,5 | Yuri Duganov URSS 382,5               |
| 82,5 kg | Arkadi Vorobiov URSS 430,0              | Trofim Lomakin URSS 427,5          | Stanley Stanczyk Estados Unidos 415,0 |
| 90 kg   | Norbert Schemansky Estados Unidos 442,5 | Mohamed Ibrahim Saleh Egipto 400,0 | Mohamed Ali Abdelkerim Egipto 385,0   |
| +90 kg  | Doug Hepburn Canadá 467,5               | John Davis Estados Unidos 457,5    | Humberto Selvetti Argentina 450,0     |

1. 1 2 3  Fuerza (kg) + arrancada (kg) + dos tiempos (kg) = TOTAL (kg)

## Medallero
| Núm. | País           | Oro | Plata | Bronce | Total |
| ---- | -------------- | --- | ----- | ------ | ----- |
| 1    | URSS           | 3   | 3     | 1      | 7     |
| 2    | Estados Unidos | 3   | 2     | 1      | 6     |
| 3    | Canadá         | 1   | 0     | 0      | 1     |
| 4    | Egipto         | 0   | 2     | 2      | 4     |
| 5    | Argentina      | 0   | 0     | 1      | 1     |
| 5    | Checoslovaquia | 0   | 0     | 1      | 1     |
| 5    | Suecia         | 0   | 0     | 1      | 1     |
|      | TOTAL          | 7   | 7     | 7      | 21    |